# Planche à dessin
Une planche à dessin est une planche de bois ou de contreplaqué de dimensions variables, rigoureusement rectangulaire, sur laquelle on fixe une feuille de papier afin d'y faire un dessin technique ou artistique.

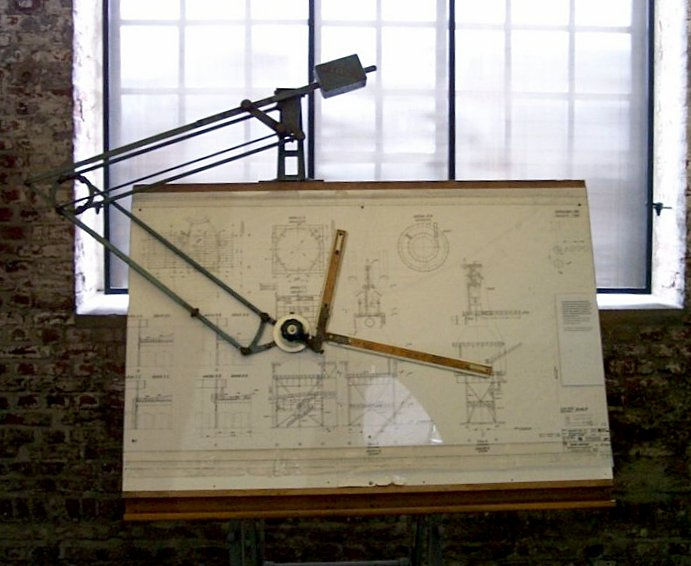
Planche à dessin équipée d'un pantographe

## Dessin technique
En dessin technique ou d'architecture, aujourd'hui remplacé par la CAO, le DAO et les diverses applications informatiques, la planche à dessin permettait d'appliquer sur ses bords un té, grâce auquel on pouvait tracer avec un tire-ligne ou, plus tard, un stylo à pointe tubulaire, des droites parallèles ou perpendiculaires.

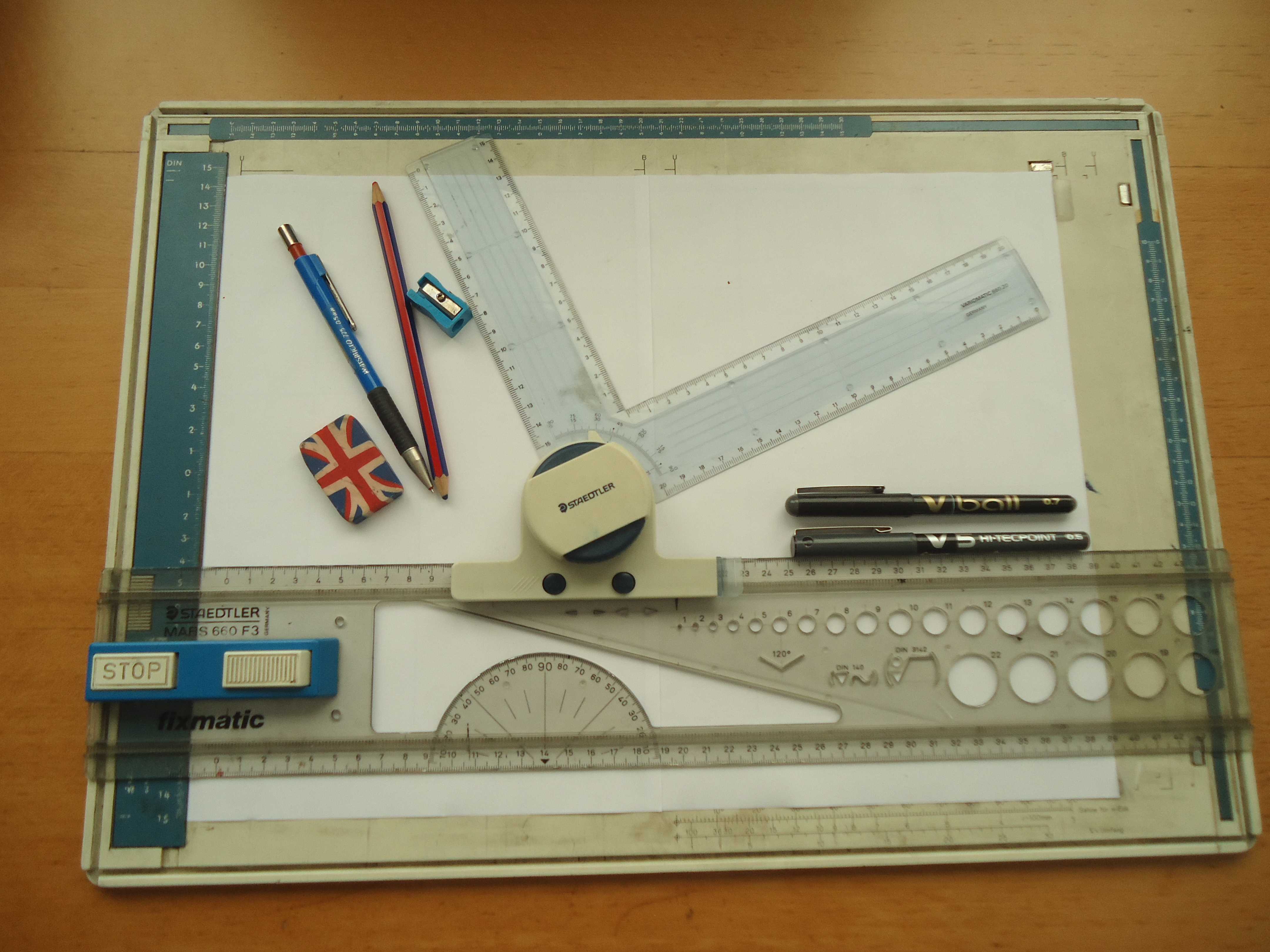
Planche portable avec appareil à dessiner intégré

Des planches à dessin en matière plastique, comportant un système de fixation du papier par pincement, et une règle mobile incorporée, ont été commercialisées pour le dessin technique scolaire ou amateur. 
Plus pratique que la planche à dessin, la table à dessin, facilement réglable en hauteur et en inclinaison grâce à un contrepoids et une pédale, un levier ou une poignée permet une manipulation plus simple.
Il existe plusieurs système pour remplacer l'usage du Té.

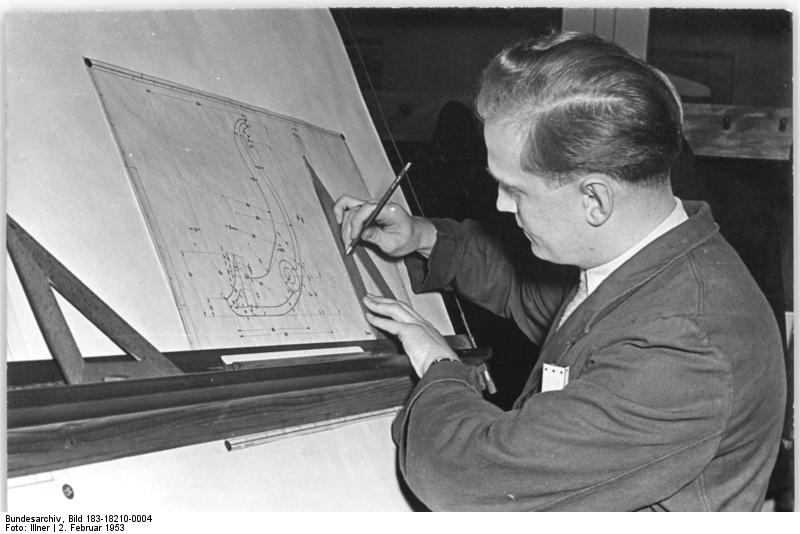
Utilisation de la règle parallèle et des équerres

La règle parallèle, guidée par des câbles circulant entre des poulies se déplace de bas en haut sur la table permettant de tracer des horizontales et d'appuyer des équerres pour tracer des verticales ou des angles de 30°, 45° ou 60°.
Un pantographe fixé en haut de la table permet de déplacer une tête à dessiner portant une équerre orientable en gardant l'horizontalité de la règle principale (et la verticalité de l'autre). Un bouton permet de déverrouiller l’équerre qui peut pivoter librement. Des crans permettent d'obtenir rapidement les angles de 15 en 15°. Les angles quelconques sont réglés selon un rapporteur intégré et un bouton moleté permet de bloquer la rotation de l'équerre.
Avec l'accroissement de la taille des tables à dessin les pantographes deviennent plus longs. Les sections des tiges le composant doivent aussi augmenter pour conserver une rigidité correcte ce qui alourdit sérieusement l'appareil et conduit également à alourdir le contrepoids. Cette augmentation de poids augmente l'effort à fournir et l'inertie de l'ensemble. Selon les mouvements, les bras du pantographe ou le contrepoids peuvent largement dépasser l'emprise de la table ce qui oblige à augmenter l'espace entre les dessinateurs. Ces problèmes ont donné naissance à un autre perfectionnement : l'appareil à dessiner à chariot.

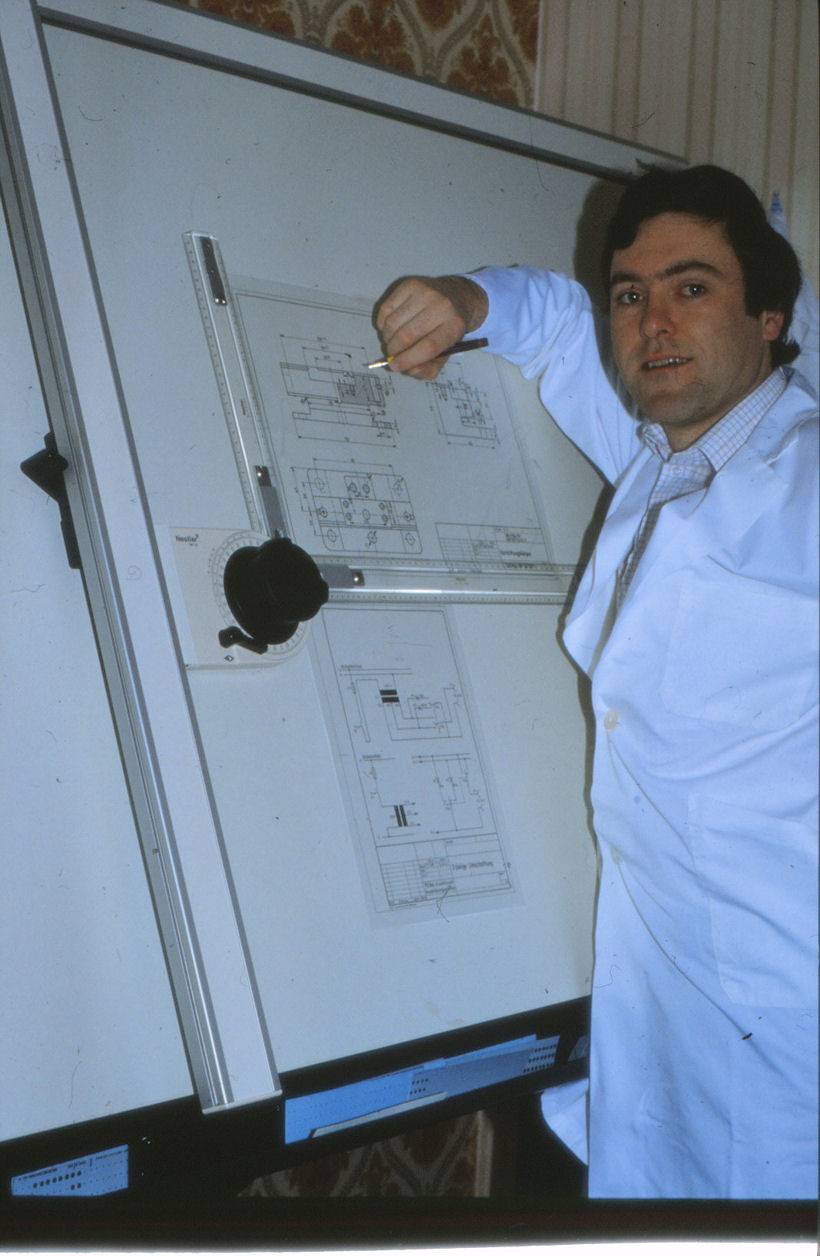
Utilisation de l'appareil à dessiner à chariot

Cet appareil à dessiner se compose d'une règle verticale guidée en haut et en bas de la table et qui peut coulisser sur toute la largeur de la table. Sur cette règle coulisse un chariot équilibré par un contrepoids caché dans la règle et qui porte une tête à dessiner identique à celle des pantographes.
Les tables ainsi équipées sont de grande taille et posées sur de pieds lourds et munis d'un vérin hydraulique pour le réglage en hauteur grâce à une pédale actionnant une pompe à huile.

## Dessin artistique
En dessin artistique, la planche à dessin joue le rôle de support : simple pour les techniques sèches (crayon, fusain, pastels, etc.), auquel cas la feuille de papier peut être maintenue par des punaises ou des pinces à dessin, la planche étant posée sur une table, sur les genoux de l'artiste, ou posée sur un chevalet ; indispensable avec les techniques humides (aquarelle, gouache, etc.), dans lesquelles le papier doit être tendu préalablement : le papier abondamment mouillé est fixé sur tout son pourtour avec du papier adhésif, agrafé ou pincé, de manière qu'en séchant, il se tende parfaitement et ne gondole plus sous l'effet de l'aquarelle ou des encres. Des blocs de papier aquarelle sont commercialisés avec les feuilles collées sur leur pourtour, ce qui évite d’avoir à les tendre sur une planche. Des planches de petites dimensions munies d'un parchemin pour isoler le bois de l'humidité et d'un cadre mobile permettant de fixer le papier étaient, autrefois, fabriquées et vendues à l'attention des aquarellistes sous le nom de stirator.